# Trevor Wishart
Trevor Wishart (Leeds, 11 de octubre de 1946) es un compositor inglés residente en York y es ampliamente reconocido por su contribución en el campo de la composición con medios sonoros digitales, tanto mezclados como interactivos. No sólo ha compuesto muchas obras significativas, sino que también ha escrito ampliamente sobre el tema que el llama "sonic art", y ha contribuido al diseño e implementación de muchas herramientas de software para la creación de música digital. Estudió en Oxford (BA 1968), la Universidad de Nottingham (MA 1969) y la Universidad de York (PhD 1973). Tiene un puesto honorario en la Universidad de York, pero es sobre todo un compositor independiente.

## Música
Los intereses composicionales de Wishart se relacionan sobre todo con la voz humana. Esto es bastante evidente en su VOX Cycle, Tongues of Fire, Globalalia, Two Women y American Triptych. También es muy conocido como investigador en técnicas vocales extendidas. Un fragmento de un vídeo por Steina Vasulka basada en una de esas improvisaciones puede verse en aquí. En 2005 participó en el proyecto de arte público Itinerarios del sonido, para el que compuso la pieza Madrid Memories, que se presentaba en una parada de autobús de la calle Fuencarral, en Madrid.

## Textos
Wishart ha escrito dos libros: On Sonic Art y Audible Design. Ambos han tenido un impacto significativo. On Sonic Art establece su ideas teoréticas y filosóficas mientras que Audible Design trata principalmente acerca de la práctica y la técnica de componer con sonido digital.

## Enlaces relacionados
- Página oficial

- Datos: Q3538614